# Soproni KC
El Soproni KC es un equipo de baloncesto húngaro con sede en la ciudad de Sopron, que compite en la A Division, la máxima competición de su país. Disputa sus partidos en el Novomatic Aréna, con capacidad para 2,500 espectadores.

## Historia
El club fue fundado en el año 1991, permaneciendo en la A Division durante seis temporadas consecutivas, hasta que descendieron en la temporada 1996-1997. Tras sólo una temporada en la B Division, regresaron a la A Division en la temporada 1998-1999. Bajaron también a la B Division en la temporada 2000-2001 y 2003-2004, pero solo estuvieron una temporada en dicha categoría, ya que ascendieron a la A Division en la temporada 2001-2002 y en la temporada 2004-2005. 
En 2003, se fusionaron el Soproni Ászok KC y el Soproni MAFC-Roto Elzett, dando lugar al Soproni Ászok-SMAFC, aunque únicamente se denominaron así en la temporada 2003-2004. Desde 2005, se mantienen en la A Division (12 temporadas consecutivas). Los mayores logros del club llegaron en la temporada 2013-2014, ya que se proclamaron subcampeones de copa y quedaron terceros en liga. 
Participaron por primera vez en su historia en competición europea en la temporada 2015-2016, disputando la FIBA Europe Cup (3ª competición europea por entonces). Repitieron en la FIBA Europe Cup en la temporada 2016-2017 (4ª competición europea). En ambas ocasiones no lograron pasar de la fase de grupos.

## Nombres
| Denominación        | Período       |
| ------------------- | ------------- |
| Soproni KC          | 1991-1993     |
| Soproni Ászok KC    | 1993-2003     |
| Soproni Ászok-SMAFC | 2003-2004     |
| Soproni Ászok KC    | 2004-2005     |
| Soproni sÖrdögök    | 2005-2009     |
| Soproni KC          | 2009–presente |

## Registro por Temporadas
| Temporada | Competición Doméstica | Competición Doméstica | Competición Doméstica | Competición Doméstica | Copa Húngara | Competición Europea                 |
| Temporada | División              | Liga                  | Posición              | Play-Offs             | Copa Húngara | Competición Europea                 |
| --------- | --------------------- | --------------------- | --------------------- | --------------------- | ------------ | ----------------------------------- |
| 2000–01   | 1ª                    | A Division            | 10º                   | Descenso              | –            | –                                   |
| 2001–02   | 2ª                    | B Division            | 1º                    | Ascenso               | –            | –                                   |
| 2002–03   | 1ª                    | A Division            | 12º                   | –                     | –            | –                                   |
| 2003–04   | 1ª                    | A Division            | 12º                   | Descenso              | –            | –                                   |
| 2004–05   | 2ª                    | B Division            | 1º                    | Campeones             | –            | –                                   |
| 2005–06   | 1ª                    | A Division            | 9º                    | –                     | –            | –                                   |
| 2006–07   | 1ª                    | A Division            | 11º                   | –                     | –            | –                                   |
| 2007–08   | 1ª                    | A Division            | 10º                   | –                     | –            | –                                   |
| 2008–09   | 1ª                    | A Division            | 8º                    | Cuartos de final      | –            | –                                   |
| 2009–10   | 1ª                    | A Division            | 8º                    | Cuartos de final      | –            | –                                   |
| 2010–11   | 1ª                    | A Division            | 9º                    | –                     | –            | –                                   |
| 2011–12   | 1ª                    | A Division            | 8º                    | Cuartos de final      | –            | –                                   |
| 2012–13   | 1ª                    | A Division            | 9º                    | –                     | –            | –                                   |
| 2013–14   | 1ª                    | A Division            | 3º                    | 3ª Plaza              | Subcampeones | –                                   |
| 2014–15   | 1ª                    | A Division            | 5º                    | 4ª Plaza              | 4ª Plaza     | –                                   |
| 2015–16   | 1ª                    | A Division            | 6º                    | Cuartos de final      | 3ª Plaza     | 3ª FIBA Europe Cup - Fase de grupos |
| 2016–17   | 1ª                    | A Division            | 10º                   | –                     | –            | 4ª FIBA Europe Cup - Fase de grupos |
| 2017–18   | 1ª                    | A Division            |                       |                       |              | –                                   |

## Soproni KC en competiciones europeas
FIBA Europe Cup 2015-16
| Fase de grupos | Antwerp Giants | Soproni KC     | 81-73 | 55-81 |
| Fase de grupos | Soproni KC     | Lisboa Benfica | 65-78 | 91-62 |
| Fase de grupos | KK Cibona      | Soproni KC     | 77-63 | 91-72 |

FIBA Europe Cup 2016-17
| Fase de grupos | Soproni KC     | Nanterre 92 | 77-79 | 106-75 |
| Fase de grupos | Antwerp Giants | Soproni KC  | 88-67 | 61-71  |
| Fase de grupos | Soproni KC     | FC Porto    | 75-72 | 76-88  |

## Palmarés

### Liga
- A Division

-   - Terceros (1): 2014

- B Division

-   -  Campeones (1): 2005

### Copa
- Copa Húngara

-   -  Subcampeones (1): 2014
  - Terceros (1): 2016

## Jugadores destacados
| - Matthew Knight - Goran Adžić - Edin Bavčić - Sasa Vuleta - Corey Hallett - Stojan Ivković - Matija Poščić - Damir Rančić - Pavel Frána - Krisztián Bakk - Péter Bakonyi - Gergely Balogh - Tibor Bán - Kornél Bausz - Ferenc Boldizsár - Ivan Bus - Arnold Csaplár-Nagy - Ferenc Csirke - Milán Csorvási - Gábor Dénes - Bálint Élő - Gábor Fülöp - Gábor Gombás - Tamás Halmai - András Helmeczi - István Henrik - Gábor Javorszky - Olivér Kántor | - Rafael Keresztes - Gergely Körtélyesi - Zsolt Kovács - Viktor Kováts - Péter Lakatos - Zsolt Lakosa - Bagó Martin - Csaba Merész - Máté Mészáros - László Mike - András Molnár - Csaba Molnár - Márton Molnár - Gergő Nagy - Péter Palotai - Szabolcs Pojbics - Tamás Rátvay - András Ruják - Gábor Sallay - Attila Szabó - Miklós Szabó - Zsolt Szabó - Balázs Szlávik - József Szlávik - Norbert Takács - Gergely Tóth - Zoltán Trepák - András Vávra | - Péter Vávra - Zoltán Vesztergom - Károly Walke - Jānis Porziņģis - Antanas Vilčinskas - Jane Petrovski - Nenad Vujadinović - Filip Barović - Miloš Borisov - Luka Pavićević - Aleksandar Radulović - Benson Egemonye - Alvin Cruz - Antonio Alexe - Rastko Cvetković - Uroš Duvnjak - Stevan Karadžić - Milorad Kovačević - Zoran Krstanović - Bojan Ljubojević - Boris Maljković - Damir Pokrajać - Jozef Ďurček - Daniel Jakabovič - Richard Leško - Slavko Duščak - Nejc Strnad - Saša Zagorac | - Lamb Autrey - Calvin Bowman - Karon Bradley - Charles Brooks - Tobe Carberry - Markus Carr - Wayne Chism - Rodney Cooper - P.J. Couisnard - Emmanuel Dies - Austin Dufault - Mario Edwards - Tommy Gunn - Charles Hinkle - Robert Jarvis - Brandon Johnson - Justin Johnson - Jeff Jones - Thomas Kelley - Kelvin Lewis - Korie Lucious - Clint McDaniel - Willie McDuffie - Julien Mills - Anthony Myles - Darryl Parker - Donta Richardson - Janou Rubin | - Seth Sundberg - Travis Taylor - Jonathon Thompson - Jay Threatt - Kevin Tiggs - Darian Townes - Cliff Tucker - Ryan Watkins - Calvin Watson - DuJuan Wiley - Jeremy Wise - Charlie Mandić - Aleksander Nikolić - Hernst Laroche - Wiaczesław Rosnowski - Dragoljub Krivaćević - Marko Špica - Đurica Stan - Eric Freeman - Jermaine Thomas - Jeff Viggiano |